# Southern United Football Club
Southern United Football Club é um clube de futebol da cidade de Dunedin, na Nova Zelândia.

## História

Logo do Southern United entre 2004 e 2013, quando se chamava Otago United.

Fundado em 2004 como Otago United, o clube manda suas partidas no Forsyth Barr Stadium, em Dunedin, cuja capacidade é de 30.500 lugares. Anteriormente, jogara no Caledonian Ground (2004-07), Carisbrook (2007 e 2009-11) e Sunnyvale Park (2008).
O goleiro alemão Lutz Pfannenstiel, famoso por ser o único atleta a ter jogado nos cinco continentes, alcançou a marca em 2004 quando assinou com o recém-fundado Otago United, tendo jogado 36 partidas. Terry Phelan, ex-jogador da Seleção Irlandesa, encerraria sua carreira no Otago em 2009, acumulando funções de jogador e técnico.

## Uniforme
- Uniforme titular: Camisa azul, calção azul e meias azuis;
- Uniforme reserva: Camisa branca, calção branco e meias brancas.